# Кофейные зёрна

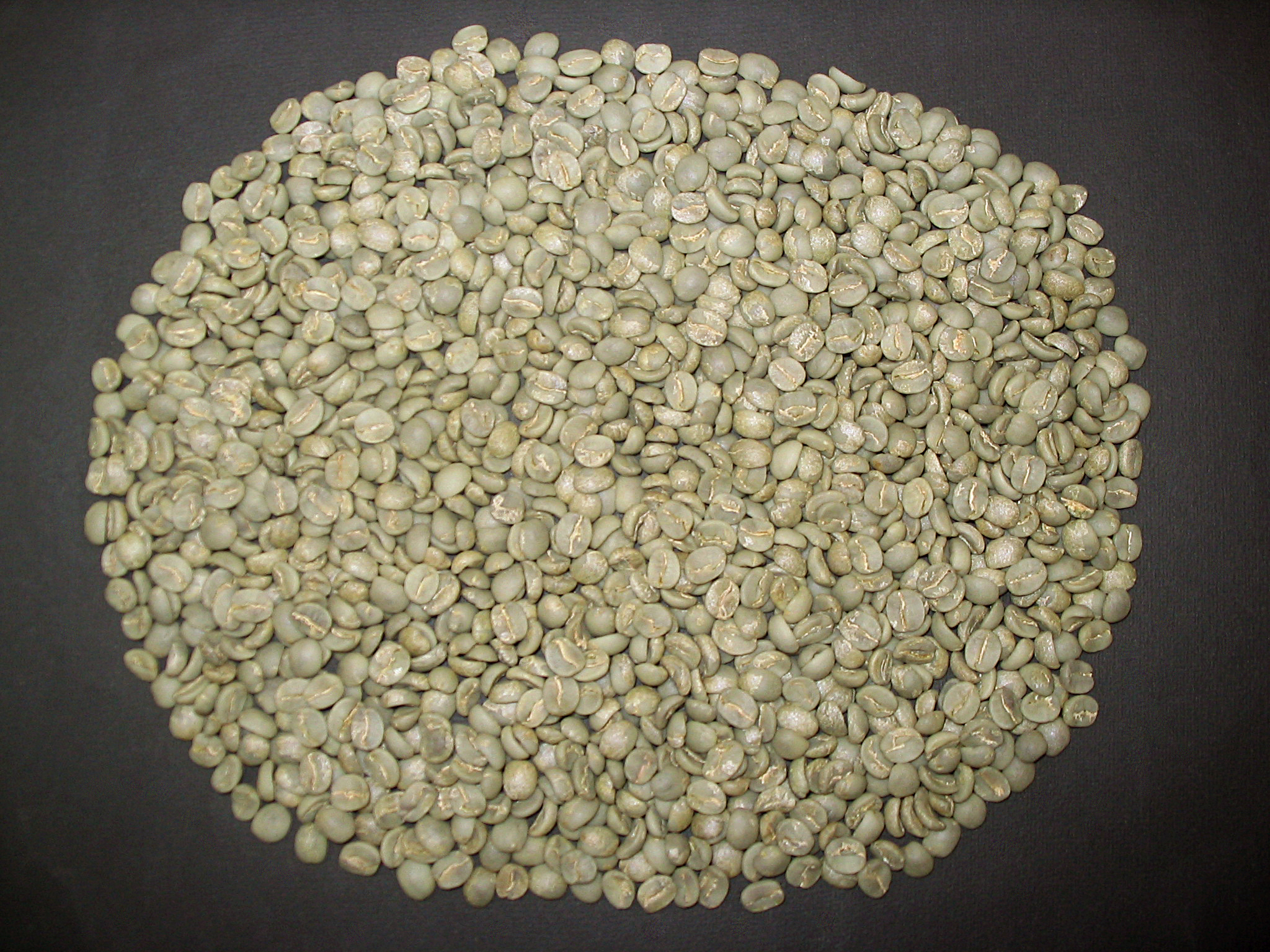
Сырые зёрна кофе

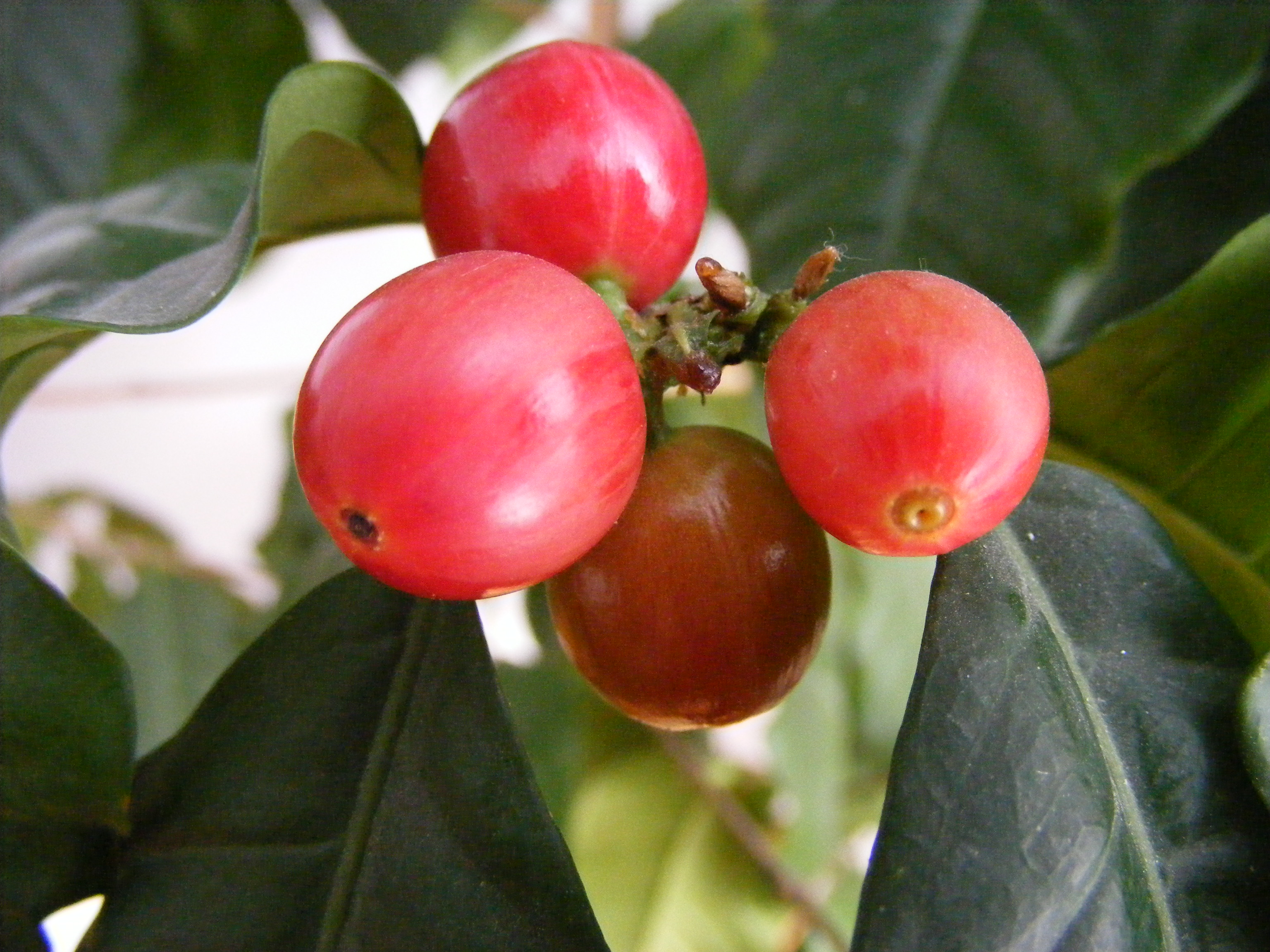
Кофейные ягоды

Кофейные зёрна — зёрна кофейного дерева, из которых делают напиток кофе.

## Общие понятия

### Ботанические виды кофейных растений
Во всем мире различают две основные ботанические разновидности кофейного дерева — арабика и робуста, хотя на самом деле их гораздо больше.
Кофейное дерево в разных регионах плодоносит в разные сезоны — обычно различают периоды основного урожая и малого урожая, которые незначительно отличаются размером ягод и также незначительно — вкусовыми качествами настоя. Считается, что чем выше произрастает кофейное дерево, тем более ароматный напиток получается из его зёрен.

### Структура кофейной ягоды

Строение плода:
1 — продольный желобок;
2 — семя (эндосперм);
3 — семенная кожура (серебристая плёнка);
4 — эндокарпий (пергаментная оболочка);
5 — пектиновый слой;
6 — мезокарпий (плодовая мякоть);
7 — экзокарпий (наружная плодовая оболочка)

Само зерно в кофейной ягоде защищено несколькими слоями, выполняющими разные функции. Основной задачей по обработке кофейных ягод непосредственно на плантации является удаление этих слоёв без повреждения самих зерен.

### Размер зёрен
Размер зёрен кофе играет важнейшую роль в определении его сортности — считается, что чем крупнее зерно, тем спелее была ягода, из которой его получили, и соответственно, тем лучше настой кофе из такого зерна.
Зёрна кофе сортируются по размеру с помощью нескольких сеток с ячейками разного размера:
- сито № 20 — ячейка больше 8 мм — очень большое зерно
- сито № 19 — ячейка 7.543 мм — экстра большое зерно
- сито № 18 — ячейка 7.146 мм — большое зерно
- сито № 17 — ячейка 6.749 мм — достаточно большое зерно
- сито № 16 — ячейка 6.352 мм — хорошее зерно
- сито № 15 — ячейка 5.955 мм — среднее зерно
- сито № 14 — ячейка 5.558 мм — малое зерно
- сито № 13 — ячейка 5.161 мм — мелкое зерно
- сито № 12 — ячейка 4.764 мм — очень мелкое зерно

Данные сетки используются в большинстве стран, производящих и покупающих кофе, для определения размера зёрен, что является одним из важнейших критериев при определении сортности (принадлежности к тому или иному грейду).

### Цельные зёрна

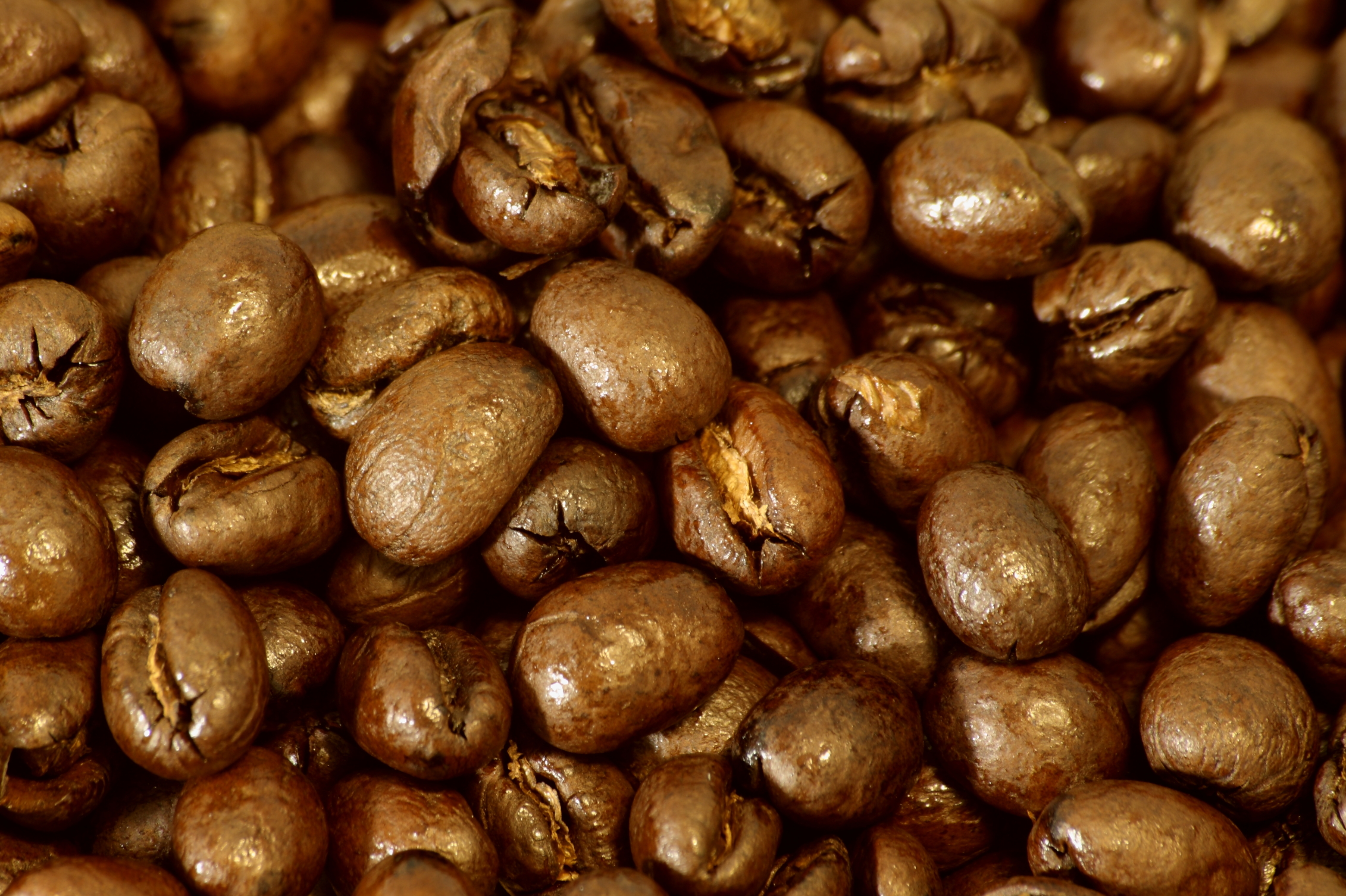
Обжаренные цельные зёрна «пиберри»

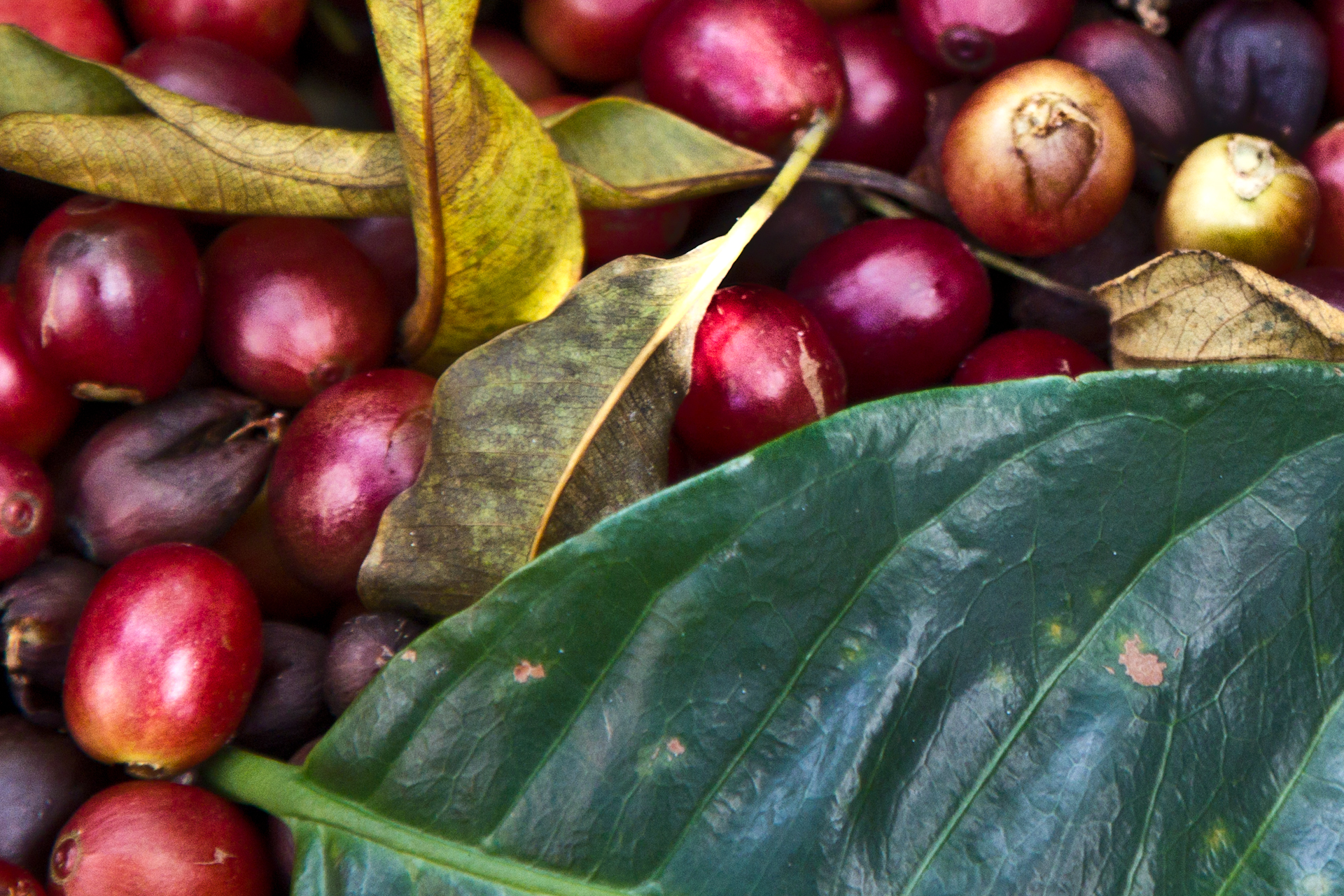
Свежесобранные кофейные ягоды

Обычно в кофейной ягоде находится два зерна, однако иногда при опылении развивается только одно. Цельные зёрна по форме напоминают горошину, за что их и называют «пиберри» (англ. Peaberry, дословно — «гороховая ягода»). Количество плодов с такими зёрнами составляет от 10 до 15% от всего урожая. 

### Дефекты
В настоящее время не существует единого стандарта для определения качества кофе и различных дефектов зерна.
Под чёрным зерном понимается необжаренное кофейное зерно, ставшее тёмным вследствие загнивания. Зачастую после обжарки отличить чёрные зерна становится непросто. Считается, что даже одно такое зерно при попадании в чашку кофе может полностью испортить вкус напитка.
Под червоточинами понимаются проеденные насекомыми в теле кофейного зерна каналы. Как правило, к моменту обжарки зёрен, на стадии шелушения и очистки зерен от посторонних включений, большинство насекомых успевают покинуть эти каналы, но всё же вместе с кофе зёрнами обжаривается и небольшое количество насекомых.

### Классификация
На данный момент не существует универсальной системы классификации зелёных кофейных зёрен, хотя существуют национальные и биржевые системы, основанные на различных параметрах. Например, имеются классификации, опирающиеся на высоту произрастания при спецификации сорта — сокращения SHB и SHG обозначают Strictly Hard Bean (очень твёрдое зерно) и Strictly High Grown (очень высокорастущее), что соответствует высоте плантаций около 1000 метров над уровнем моря. Таким образом, плотное зерно ассоциируется с высокорастущим и, соответственно, высококачественным. В то же время в Бразилии аббревиатура SS обозначает Strictly Soft (совсем мягкое) и говорит о принадлежности к высокому грейду — речь идёт о вкусовых качествах напитка, а вовсе не о плотности зерна как такового. Эфиопский кофе Grade 1 является лучшим кофе сухой обработки, который вы можете получить из Эфиопии, тогда как Grade 1 DP из Суматры допускает 8 % дефектов и может уступать по качеству кофейным зёрнам из Эфиопии (DP означает Dry Processed — обработано по сухой технологии).